# Ein Fremder kam nach Arizona
Ein Fremder kam nach Arizona (Originaltitel: Sugarfoot) ist ein US-amerikanischer Western aus dem Jahr 1951 von Edwin L. Marin mit Randolph Scott und Adele Jergens in den Hauptrollen. Der Film wurde von Warner Bros. produziert und basiert auf dem 1942 veröffentlichten Roman Sugarfoot von Clarence Budington Kelland.

## Handlung
Nach dem Amerikanischen Bürgerkrieg zieht der verarmte Südstaaten-Aristokrat Jackson Redan mit einem Treck nach Arizona, um dort sein Glück zu versuchen. Ebenfalls mit dem Treck reist der skrupellose Jacob Stint. In der Stadt Prescott wird Redan warm aufgenommen. Sowohl der Saloonbesitzer J. C. Crane als auch die Pensionswirtin Mary, die ihm den Spitznamen Sugarfoot verpasst, sind von Redans warmherziger und höflicher Art eingenommen. Nur die Sängerin Reva Cairn bleibt ihm gegenüber distanziert.
Der Kaufmann Don Miguel fragt Redan um Hilfe. Redan soll in La Paz Waren ersteigern und nach Prescott bringen. Er gibt Redan dafür 5.000 Dollar mit. Redan wird niedergeschlagen und ausgeraubt, der wohlmeinende Kaufmann gibt Redan weitere 5.000 Dollar. Redan stellt den sonderlichen Goldsucher Jones als Helfer und Führer ein und wird von diesem in Überlebenstaktiken geschult. In La Paz begegnen Redan und Jones dem Spekulanten Asa Goodhue, der versucht, Redan wegen der Auktion zu bestechen. Jones hegt den Verdacht, dass Goodhue die Gebote hochtreiben und dann aussteigen wird. Mit einer List schaffen es Redan und Jones, dass Goodhue die Auktion verpasst. Nach der Auktion fahren Redan und Jones die erstandenen Güter nach Prescott. Goodhue beschließt, ihnen zu folgen.
In Cranes Saloon beschuldigt Redan Stint, ihn überfallen und beraubt zu haben. Es kommt zwischen beiden zu einem Shootout, bei dem Redan angeschossen wird. Don Miguel, Jones und die sich langsam für Redan erwärmende Reva versorgen ihn. Während Redan sich erholt, werden Stint und Goodhue Partner. Don Miguel erzählt, dass der Quartiermeister der US-Army korrupt sei und von Goodhue bestochen werde. Nun kauft er Getreidevorräte in Kalifornien, nachdem er die Verträge mit den ansässigen Farmern gekündigt hat. Die Farmer entscheiden sich gegen einen Angriff auf das importierte Getreide. Redan glaubt, dass Goodhue seine eigene Getreidelieferung angreifen lassen wird, damit die Farmer in Verruf geraten. Redan und Jones folgen Stint und seinen Männern nach La Paz und werden Zeugen, wie die Getreidelieferung angegriffen wird. Auf Jones Vorschlag hin nehmen sie Stint und einen seiner Männer, Billings, gefangen. Die beiden werden jedoch nachts von Goodhue befreit.
Mittlerweile haben sich Reva und Redan ineinander verliebt, doch Redan will sie erst heiraten, wenn er finanziell gesichert ist. Er will ein Haus bauen, aber es gibt keine Sägemühle in der Stadt. Er will Revas Ersparnisse nicht anrühren und nimmt stattdessen ein Darlehen bei Don Miguel und Crane auf. Reva fordert Goodhue auf, dafür zu sorgen, dass Stint Redan in Ruhe lässt, ansonsten würde ihr Bekannter Johnny ihn töten. Redan und Jones machen sich auf den Weg, um Holz und Ausrüstung für die geplante Sägemühle zu besorgen. Sie stoßen auf Stint und Billings, die von einer Truppe Apachen angegriffen wird. Trotz ihrer Feindschaft helfen Redan und Jones, die Indianer in die Flucht zu schlagen. Mit der Hilfe Goodhues können sich Stint und Billings einer Festnahme durch Redan und Jones entziehen.
Redan und Jones kehren mit Holz und Ausrüstung nach Prescott zurück. Versehentlich verrät Mary, dass das geliehene Geld doch von Reva stammt. Redan und Reva geraten in Streit. Er will sie verlassen, weil er sie liebe und doch versagt habe. Sie beschließen, es dennoch zu versuchen, als Goodhue, Stint und Billings erscheinen. Es kommt zu einer Schießerei, bei der Redan Billings tötet. Auch Stint wird von Redan erschossen, der im Todeskampf versehentlich auf Goodhue schießt und ihn tötet. Die Stadt ist von den Ganoven befreit. Reva und Redan arbeiten an ihren Hochzeitsplänen.

## Produktion

### Hintergrund
Gedreht wurde der Film vom 10. Februar bis Ende März 1950 in den Vasquez Rocks, in Santa Clarita, auf der Movie Ranch von Ray Corrigan im Simi Valley sowie auf der Movie Ranch des Studios in Calabasas.

### Besetzung
In einer kleinen nicht im Abspann erwähnten Nebenrolle trat John Hamilton auf.

### Musik
Ray Heindorf (Musik) und Sammy Cahn (Text) schrieben für den Film den Song Oh, He Looked Like He Might Buy Wine.

## Veröffentlichung
Die Premiere des Films fand am 11. Februar 1951 in Los Angeles statt. In der Bundesrepublik Deutschland kam er am 12. Juli 1963 in die Kinos, in Österreich im Oktober 1963.

## Kritiken
Das Lexikon des internationalen Films schrieb: „Mäßig spannender Randolph-Scott-Western.“
Der Kritiker des TV Guide sah einen Western, in dem zu viel geredet werde.